# Leipsiceras pollens
Leipsiceras pollens är en havsanemonart som först beskrevs av McMurrich 1898.  Leipsiceras pollens ingår i släktet Leipsiceras och familjen Actiniidae. Inga underarter finns listade i Catalogue of Life.